# Верхний Узень
Верхний Узень — село в Ершовском районе Саратовской области России. Входит в состав Новорепинского муниципального образования. 

## География
Находится на реке Большой Узень на расстоянии примерно 19 километров по прямой на юго-восток от районного центра города Ершов.

## История
Официальная дата основания 1780 год.

## Население
Постоянное население составило 67 человек (татары 45%, чеченцы 42%) в 2002 году, 28 в 2010.